# Oranjebuikmiersluiper
De oranjebuikmiersluiper (Terenura sicki) is een vogel uit de familie Thamnophilidae (miervogels). Het is een ernstig bedreigde, endemische vogelsoort in het noordoosten van Brazilië. De vogel werd in 1979 verzameld en in 1983 geldig beschreven en als eerbetoon vernoemd naar de Duits/Braziliaanse ornitholoog Helmut Sick (1910-1991).

## Kenmerken
De vogel is 10 cm lang. Het mannetje is zwart van boven en zwart-wit gestreept op de kop en verder op de nek en de mantel. De staart en de vleugels zijn donker met een vage lichte vleugelstreep. De buik en borst zijn wit met zwarte strepen. Het vrouwtje is roodbruin van boven en de buik en borst zijn oranjebruin met streepjes op de flanken.

## Verspreidingsgebied
De oranjebuikmiersluiper is bekend van acht locaties langs de kusten van de deelstaten Alagoas en Pernambuco in het noordoosten van Brazilië. Het leefgebied is vochtig, natuurlijk bos op hoogten tussen 400 en 700 m boven de zeespiegel.

## Status
De oranjebuikmiersluiper heeft een beperkt verspreidingsgebied en daardoor is er een grote kans op uitsterven. De grootte van de populatie werd in 2016 door BirdLife International geschat op 50 tot 250 individuen en de populatie-aantallen nemen af door habitatverlies. Het leefgebied wordt aangetast door grootschalige ontbossing waarbij natuurlijk bos wordt omgezet in suikerplantages of weidegronden. Om deze redenen staat deze soort als kritiek op de Rode Lijst van de IUCN.